# Pierre Bizos
Pour les articles homonymes, voir Bizos.
Pierre Bizos, né le 28 juin 1921 à Oran (Algérie) et mort pour la France le 23 mars 1945 au camp Dora-Ellrich est un résistant français responsable de la production des faux papiers pour le mouvement Défense de la France au maquis de Seine & Oise. Il a été déporté à Buchenwald en janvier 1944 puis transféré en mai 1944 à Dora où il mourut de dysenterie et anémie générale. Il fut également en 1943 le Secrétaire du Chef national de la diffusion du journal Défense de la France (devenu après la guerre France-Soir).

## Biographie

### Origines familiales
Pierre Bizos est issu d'une famille intellectuelle. Son père Marcel Bizos est un latiniste et helléniste français Agrégé de Lettres et Inspecteur Général de l'Éducation Nationale. Sa mère, Suzanne Plait, était musicienne et chanteuse lyrique.

### Engagement pour la France
Par l'intermédiaire de Jacques Lusseyran, élève de son père en Khâgne, il entre en Résistance en janvier 1943 à l'âge de 21 ans. Il rejoint l'organisation de Résistance de Philippe Viannay, Défense de la France, qui se distingue par une activité centrée sur la diffusion d'un journal clandestin créé en 1941 par un groupe d'étudiants parisiens. Ce journal, avec un tirage de 450 000 exemplaires en janvier 1944, représente le plus fort tirage de la presse clandestine. Le journal connaîtra une longue carrière sous le nom de France-Soir. Pierre Bizos a pris une part active à sa distribution, notamment le 14 juillet 1943, date d'une de ses plus larges diffusions et de son véritable décollage.
Dans le même temps, il était chargé de la production de faux papiers, allant jusqu'à produire une trentaine de fausses cartes d'identité par jour à lui seul, ce qui représentait un travail continu d'une journée entière.

### Arrestation et déportation
Il est arrêté, en même temps que Geneviève de Gaulle et 68 membres du mouvement, dans une souricière au 68[réf. souhaitée] rue Bonaparte dans le VIe arrondissement de Paris à l'intérieur de la librairie "Au Vœu de Louis XIII". Cette librairie était le lieu de rendez-vous et de distribution des journaux Défense de la France. Ils avaient été trahis par Emilio Marongin dit Elio, étudiant en médecine, informateur de la Gestapo française des Bony-Lafont, qui avait infiltré le mouvement. Pierre Bizos, comme ses camarades, fut conduit au siège de la Gestapo, rue des Saussaies. Il est interrogé brutalement puis torturé et fait preuve d'un grand courage. Il est ensuite incarcéré quelques mois à Fresnes, puis transféré au camp de Compiègne en janvier 1944. Il est ensuite déporté à Buchenwald comme prisonnier politique au Block 56, où il arrive le 24 janvier 1944 après 4 jours de transport. Il porte le matricule 42.704.
Il est ensuite transféré au terrible camp commando de travail de Dora-Ellrich le 9 mai 1944. Il est affecté à l'entretien du tunnel de construction des missiles V2. Il y meurt le 23 mars 1945, peu avant la libération du camp par les unités de la 3e Armée américaine le 11 avril 1945.

### Situation militaire
En vertu du décret 366, il fut considéré comme lié au service, en qualité de membre des Forces françaises combattantes, comme chargé de mission de 3e classe et au grade d'assimilation de sous-lieutenant, comme l'atteste le général Bonneau, délégué général F.F.C.I. le 26 septembre 1946.

## Reconnaissance de la France
Il reçoit la Médaille de la Résistance à titre posthume par Décret du 24 avril 1946 (JO du 17/05/1946, page 18 MR). Il est ensuite cité à l'Ordre du Corps d'Armée par décision N°848 du Ministre de la Défense Nationale le 24 avril 1950. Cette citation comporte l'attribution de la Croix de Guerre avec Étoile de Vermeil (JO du 23 juin 1950). Une rue de Sceaux (Hauts-de-Seine), ville où s'est établie sa famille en 1929, porte son nom depuis le 12 mai 1946 pour « sa conduite héroïque pendant la Résistance et sa mort dans les camps d'extermination nazis » (Décision du Conseil Municipal et lettre du député-maire, Édouard Depreux, du 7 mai 1946).

## Sources
- Du bon usage de la France, Philippe Viannay, Pour Mémoire, Ramsay 1988
- Et la lumière fut, Jacques Lusseyran, collection Résistance, liberté, mémoire, Edition du Félin (réédition 2008).
- Archives du Mémorial "Mittelbau-Dora", courrier du 25/06/2008.
- Lettre du député-maire de la ville de Sceaux du 07/05/1946.
- Citation par décision N° 848 du Ministre de la Défense, Mr Pleven, le 24/04/1950.
- Lettre  de Défense de la France de Philippe et Hélène Viannay des 03/10/1946 et du 05/07/1950.
- Archives familiales familles Bizos et Laurent.